# Conferencia de desarme

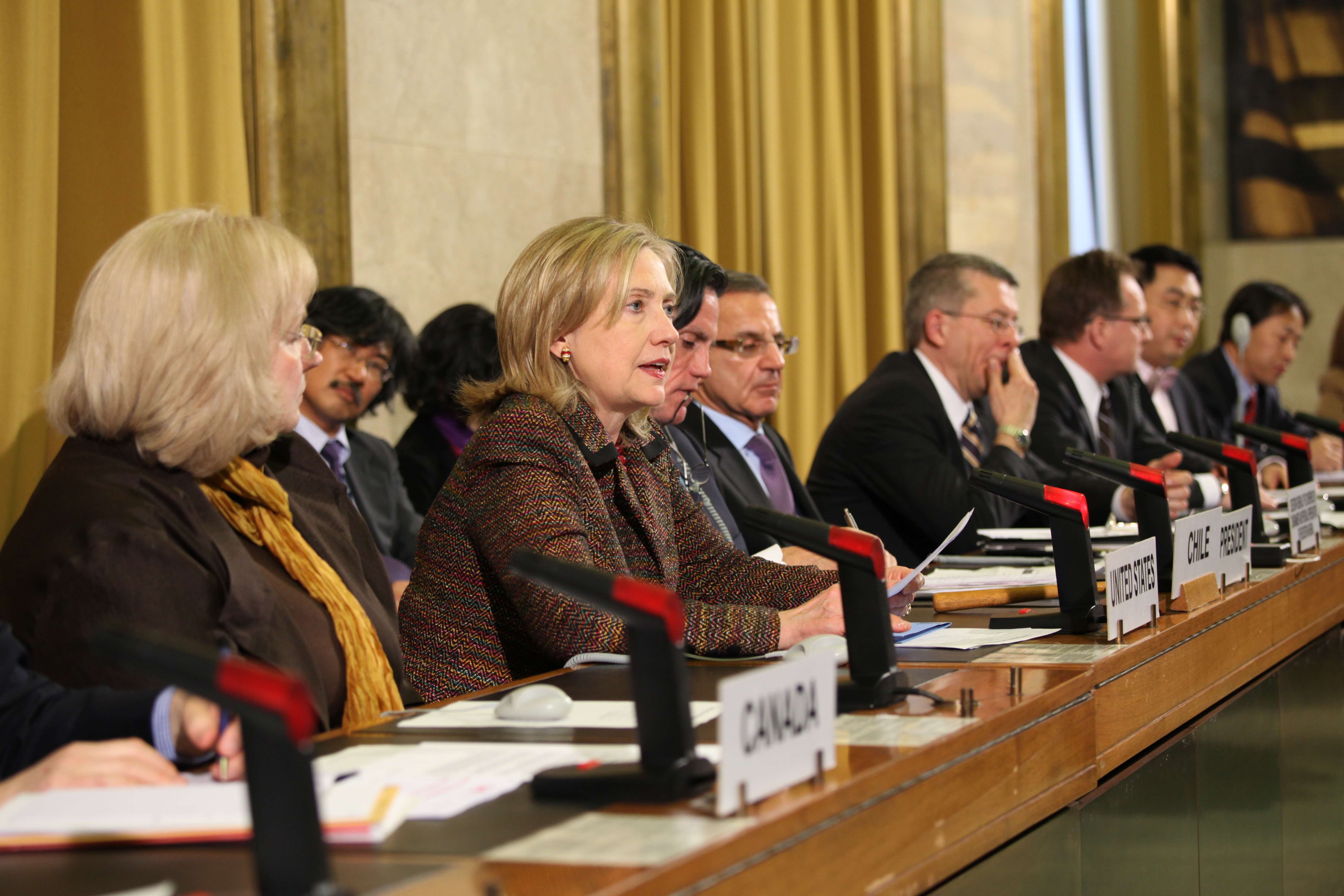
La Secretaria de Estado de los Estados Unidos, Hillary Rodham Clinton, se dirige a la Conferencia de Desarme en la Oficina de las Naciones Unidas de Ginebra, Suiza, el 28 de febrero de 2011

La Conferencia de Desarme (CD) es un foro de negociación sobre desarme de carácter multilateral. Se fundó en 1979 como resultado de la primera Sesión Especial de Desarme de la Asamblea General de las Naciones Unidas que tuvo lugar en 1978. Inició como Comité de Desarme, pero fue renombrado de conformidad con la resolución de la Asamblea General  37/99K del 13 de diciembre de 1982.
La CD es un foro establecido por la comunidad internacional para la negociación de acuerdos multilaterales de control de armas y desarme. Aunque la conferencia no es formalmente una organización de las Naciones Unidas, está vinculada a la misma a través de un representante personal del Secretario General de las Naciones Unidas; este representante actúa como Secretario General de la conferencia. Las resoluciones adoptadas por la Asamblea General de las Naciones Unidas solicitan con frecuencia a la conferencia que considere determinados aspectos del desarme. A su vez, la conferencia informa anualmente de sus actividades a la Asamblea.

## Miembros
Tras su fundación original con 40 miembros, la conferencia fue posteriormente ampliada a 66 miembros, para ser reducida en 2003 (al eliminar de la lista a Yugoslavia) a los actuales 65 miembros que representan todas las áreas del mundo, incluyendo todos los países nucleares.
- Argelia
- Argentina
- Australia
- Austria
- Bangladés
- Bielorrusia
- Bélgica
- Brasil
- Bulgaria
- Camerún
- Canadá
- Chile
- China
- Colombia
- Cuba
- Corea del Norte
- República Democrática del Congo
- Ecuador
- Egipto
- Etiopía
- Finlandia
- Francia
- Alemania
- Hungría
- India
- Indonesia
- Irak
- Irlanda
- República Islámica de Irán
- Israel
- Italia
- Japón
- Kazajistán
- Kenia
- Malasia
- México
- Mongolia
- Marruecos
- Birmania
- Países Bajos
- Nueva Zelanda
- Nigeria
- Noruega
- Pakistán
- Perú
- Polonia
- Corea del Sur
- Rumanía
- Federación Rusa
- Senegal
- Eslovaquia
- Sudáfrica
- España
- Sri Lanka
- Suecia
- Suiza
- República Árabe Siria
- Túnez
- Turquía
- Ucrania
- Reino Unido
- Estados Unidos de América
- Venezuela
- Vietnam
- Zimbawe

Otros estados, como Eslovenia, Croacia, Bosnia y Herzegovina, Serbia y Montenegro, Macedonia del Norte han sido invitados a tomar parte en los trabajos de la conferencia en calidad de observadores.

## Discusiones
La Conferencia de Desarme funciona por consenso, y ha negociado con éxito la Convención sobre Armas Biológicas, la Convención sobre Armas Químicas y el Tratado de prohibición total de ensayos nucleares.
Se está discutiendo en 2007 un tratado de reducción de materiales fisibles (FMCT por sus siglas en inglés), una prevención de carrera armamentística en el espacio exterior (PAROS por sus siglas en inglés) y desarme nuclear.